# Yach Film 2003
12. Festiwal Polskich Wideoklipów Yach Film 2003 – festiwal odbył się w dniach 2-5 października 2003 roku.

## Grand Prix
Opracowano na podstawie materiału źródłowego.
- Kayah – „Testosteron”, realizacja Jarosław Szoda i Bolesław Pawica
  - Püdelsi – „Wolność słowa”, realizacja Paweł Bogocz
  - Ścianka – „Białe wakacje”, realizacja Bo Martin
  - Agressiva 69 – „Situations”, realizacja Marek Skrobecki
  - Raz, Dwa, Trzy – „Trudno nie wierzyć w nic”, realizacja Anna Maliszewska, Łukasz Jankowski
  - Renata Przemyk & Katarzyna Nosowska – „Kochana”, realizacja Maria Sadowska

## Reżyseria
Opracowano na podstawie materiału źródłowego.
- Ścianka – „Białe wakacje”, reżyseria Bo Martin
  - Fisz Emade Jako Tworzywo Sztuczne – „Warszafka”, reżyseria Monika Chojnacka, Witold Płóciennik, Magda Batorska
  - Püdelsi – „Wolność słowa”, reżyseria Paweł Bogocz
  - Blue Café – „You May Be In Love”, reżyseria Zbigniew Rybczyński
  - Agressiva 69 – „Situations”, reżyseria Marek Skrobecki
  - Renata Przemyk & Katarzyna Nosowska – „Kochana”, reżyseria Maria Sadowska

## Scenariusz
Opracowano na podstawie materiału źródłowego.
- Raz, Dwa, Trzy – „Trudno nie wierzyć w nic”, scenariusz Anna Maliszewska, Łukasz Jankowski
  - Cool Kids of Death – „Armia zbawienia”, scenariusz Krzysztof Ostrowski
  - Püdelsi – „Wolność słowa”, scenariusz Paweł Bogocz
  - Łzy – „Oczy szeroko zamknięte”, scenariusz Radosław Górka
  - Agressiva 69 – „Situations”, scenariusz Marek Skrobecki
  - Lech Janerka – „Wirnik”, scenariusz Piotr i Paweł Kamińscy

## Montaż
Opracowano na podstawie materiału źródłowego.
- Frühstück – „Wake Me Up”, montaż Marcin Fischer
  - Ścianka – „Białe wakacje”, montaż Jarosław Barzan
  - Blue Café – „You May Be In Love”, montaż Jarosław Kamiński
  - Oxy.Gen – „Czemu, gdy”, montaż Łukasz Szwarc-Bronikowski
  - GlennSkii – „Kosmiczne grzyby”, montaż Grzegorz Nowiński, Maciej Szupica
  - Raz, Dwa, Trzy – „Trudno nie wierzyć w nic”, montaż Jarosław Barzan

## Zdjęcia
Opracowano na podstawie materiału źródłowego.
- Blue Café – „You May Be In Love”, zdjęcia Piotr Śliskowski
  - Anna Maria Jopek & Pat Metheny – „Tam, gdzie nie sięga wzrok”, zdjęcia Witold Płóciennik
  - Ścianka – „Białe wakacje”, zdjęcia Marta Pruska
  - Frühstück – „Wake Me Up”, zdjęcia Rafał Wieczorek
  - Formacja Nieżywych Schabuff – „Supermarket”, zdjęcia Aleksander Trafas, Mateusz Macur
  - Kayah – „Testosteron”, zdjęcia Jarosław Szoda
  - Raz, Dwa, Trzy – „Trudno nie wierzyć w nic”, zdjęcia Witold Płóciennik

## Plastyczna aranżacja przestrzeni
Opracowano na podstawie materiału źródłowego.
- Mysza & Magda D. – „Like”, aranżacja Iza Poniatowska, Łukasz Jabłoński
  - Cool Kids of Death – „Armia Zbawienia”, aranżacja Krzysztof Ostrowski, Piotr Szczepański
  - Püdelsi – „Nigdy więcej”, aranżacja Elwira Pluta
  - Agressiva 69 – „Situations”, aranżacja Marek Skrobecki
  - Raz, Dwa, Trzy – „Trudno nie wierzyć w nic”, aranżacja Anna Maliszewska
  - Jose Torres – „Gdzie drwa rąbią”, aranżacja Paweł Bogocz, Adam Sikora

## Animacja
Opracowano na podstawie materiału źródłowego.
- Agressiva 69 – „Situations”, animacja Adam Wyrwas
  - Armia – „Zjawy i ludzie”, animacja Szymon Felkel
  - Edyta Geppert – „To się nie sprzeda pani Geppert”, animacja Bartek Kulas
  - Tortilla Flat – „Płonąca stodoła”, animacja Przemek Bernacki, Ola Radzińska, Iza Wilkaniec
  - Kowalski – „Sen Kowalskiego”, animacja Daniel Zduńczyk, Mariusz Firnys, Marcin Orzechowski, Tomasz Cechowski
  - Tomasz Budzyński – „Anielo, mój aniele”, animacja Szymon Felkel

## Kreacja aktorska wykonawcy utworu muzycznego
Opracowano na podstawie materiału źródłowego.
- Püdelsi – „Wolność słowa”, kreacja aktorska Maciej Maleńczuk
  - Cool Kids of Death – „Armia zbawienia”, kreacja aktorska Krzysztof Ostrowski
  - Łzy – „Oczy szeroko zamknięte”, kreacja aktorska Anna Wyszkoni
  - Püdelsi – „Nigdy więcej”, kreacja aktorska Maciej Maleńczuk
  - Jose Torres – „Gdzie drwa rąbią”, kreacja aktorska Jose Torres
  - Renata Przemyk & Katarzyna Nosowska – „Kochana”, kreacja aktorska Renata Przemyk, Katarzyna Nosowska

## Inna Energia
Opracowano na podstawie materiału źródłowego.
- ZDS – „Muszę Wiedzieć Wszystko”, realizacja Łukasz Tunikowski, Wojtek Zieliński
  - Fisz Emade Jako Tworzywo Sztuczne – „Warszafka”, realizacja Monika Chojnacka, Witold Płóciennik, Magda Batorska
  - Robotobibok – „Grzybiarz”, realizacja Jakub Suchar
  - Sfond Sqnksa – „Zabawna zbrodnia”, realizacja Łukasz Tunikowski, Wojtek Zieliński
  - Pogodno Gra Fochmanna – „Spierdalacz”, realizacja Paweł Bogocz
  - Jak wolność to wolność – „Inna piosenka o miłości”, realizacja Jakub Miszczak

## Light – Cienki Budżet
Opracowano na podstawie materiału źródłowego.
- Stasio – „Żona mnie bije”, realizacja Stanisław Majda
  - Pogodno Gra Fochmanna – „Orkiestra”, realizacja Paweł Bogocz
  - GlennSKii – „Kosmiczne grzyby”, realizacja Grzegorz Nowiński, Maciej Szupica
  - Frühstück – „Wake me up”, realizacja Marcin Fischer, Rafał Wieczorek
  - ZDS – „Co czujesz?”, realizacja Łukasz Tunikowski, Wojtek Zieliński
  - Tomasz Budzyński – „Anielo, mój aniele”, realizacja Szymon Felkel

## Bursztynowy Yach
Opracowano na podstawie materiału źródłowego.
- Agressiva 69 – „Situations”, realizacja Marek Skrobecki

## Drewniany Yach (nagroda organizatorów)
- GlennSKii – „Kosmiczne grzyby”, realizacja Grzegorz Nowiński i Maciej Szupica